# ワンダラーズ・スタジアム
ワンダラーズ・スタジアム（Wanderers Stadium）は、南アフリカのヨハネスブルグのサントン地区にあるクリケット専用スタジアム。

## 概要
もともとこのスタジアムは1888年に立てられた旧スタジアムを建て替えたもので、約34000名収容可能である。
2003年にはクリケット・ワールドカップの決勝が当地で開催。また2007年にはICC T20ワールドカップ、2008年にはIPLの開催地のひとつとしても使用された。